# Akiko Itoyama
Akiko Itoyama (em japonês: 絲山秋子, Itoyama Akiko; Setagaya, Tóquio, 22 de novembro de 1966) é uma romancista japonesa. Destacada por suas conquistas literárias, foi agraciada com os prêmios Akutagawa, Kawabata Yasunari e Tanizaki, além de ter algumas de suas obras adaptadas para o cinema.

## Carreira
Após concluir seus estudos no colegial Shinjuku e na Universidade de Waseda, Itoyama iniciou sua carreira profissional como vendedora em uma grande empresa de equipamentos domésticos. Em conformidade com a prática comum na vida corporativa japonesa, ela foi transferida várias vezes para diferentes localidades. A partir do tratamento para psicose cíclica, encontrou inspiração para começar a escrever.
Seu trabalho, focado nas relações humanas, Itoyama tem sido amplamente reconhecido, recebendo diversas indicações e prêmios literários. Em 2003, foi premiada com o 96.º prêmio Bungakukai New Face e nomeada para o 129.º prêmio Akutagawa por seu primeiro volume, Ittsu onrī tōku (イッツ・オンリー・トーク). Esta obra foi adaptada para o cinema em 2005, sob a direção de Ryūichi Hiroki. Em janeiro de 2006, conquistou o Prêmio Akutagawa com seu conto Oki de matsu. Uma tradução deste conto foi publicada na edição de abril de 2007 da Words Without Borders, sob o título "Waiting in the Offing". No mesmo ano, seu livro Tōbō kusotawake (逃亡くそたわけ) foi adaptado para o cinema, estrelado por Minami Hinase. A tradução em inglês desta obra, realizada por Charles de Wolf, foi lançada em 2013 sob o título "In Pursuit of Lavender".
Uma tradução para o inglês de Ittsu onrī tōku foi publicada pelo The Japan Times em março de 2009. Em 2010, o romance Bakamono (ばかもの) foi adaptado para o cinema, sob a direção de Shusuke Kaneko. Em 2016, Itoyama recebeu o 52.º prêmio Tanizaki por seu livro de 2015, Hakujō (薄情).
Itoyama é amplamente elogiada por sua habilidade em descrever cenários provinciais e representar sotaques e dialetos regionais, apesar de ter sido criada em Tóquio. Ela atribui essa capacidade às repetidas transferências corporativas que experimentou em todo o Japão, experiência refletida em suas obras.

## Reconhecimento
- Prêmio MEXT para Novos Artistas (2004)[8]
- Prêmio Kawabata Yasunari (2004)[9]
- Prêmio Akutagawa (2006)[10]
- Prêmio Tanizaki (2016)[11]